# Factor de von Willebrand
El factor de Von Willebrand (en inglés, vWF) es una glucoproteína de la sangre que interviene en el momento inicial de la hemostasia. Su función, junto con la fibronectina es permitir que las plaquetas se unan de manera estable a la superficie del vaso roto.
El gen que codifica la síntesis de la unidad de factor von Willebrand se halla en el cromosoma 12.
La deficiencia de este factor es conocida como enfermedad de Von Willebrand. Además, el factor de von Willebrand está involucrado en un gran número de patologías diferentes, como la púrpura trombocitopénica trombótica, el síndrome de Heyde y posiblemente el síndrome urémico hemolítico (SUH).
vWF es una glicoproteína multimérica de gran tamaño presente en el plasma sanguíneo, y producida de forma constitutiva en el endotelio (en los cuerpos de Weibel-Palade), en los megacariocitos (los precursores de las plaquetas) y el tejido conectivo subendotelial.

## Estructura
El monómero básico de vWF es una proteína de 2050 aminoácidos. Cada monómero contiene varios dominios con una función concreta. Se pueden destacar:
- el dominio D'/D3, que se une al factor VIII
- el dominio A1, que se une a:
  - el receptor GPIb de las plaquetas
  - la heparina
  - posiblemente el colágeno
- el dominio A3, que se une al colágeno
- el dominio C1, en el que el motivo RGD se une a la integrina αIIbβ3 de las plaquetas cuando ésta se activa
- el "nudo de cisteína" (en el extremo C-terminal de la proteína), que vWF comparte con el factor de crecimiento derivado de plaquetas (PDGF), el factor de crecimiento transformante beta-β (TGFβ) y la gonadotropina coriónica humana (βHCG, la hormona del test de embarazo).

Los monómeros se N-glicosilan posteriormente, se organizan en dímeros en el retículo endoplásmico y en multímeros en el aparato de Golgi mediante el ligamiento cruzado (crosslinking) de los residuos cisteína vía puentes disulfuro. Con respecto a la glicosilación, vWF es una de las pocas proteínas que portan los antígenos del sistema de grupos sanguíneos AB0.
Los multímeros de vWF pueden ser enormes, 20.000 kDa, y consisten de unas 80 subunidades de 250 kDa cada una. Sólo los multímeros son funcionales. Algunos de los productos de corte que resultan de la producción de vWF son secretados, pero probablemente carezcan de función.

## Función
El factor de Von Willebrand no es una enzima y por tanto no tiene actividad catalítica. Su función primaria es unirse a otras proteínas, sobre todo el FVIII, y es importante en la adhesión de las plaquetas al tejido conectivo subendotelial en las heridas.
vWF se une a una serie de células y moléculas. Los más importantes son:
- Factor VIII: se une a vWF mientras está inactivo en la circulación, ya que si no está unido a vWF se degrada rápidamente; FVIII se libera de vWF por acción de la trombina;
- vWF se une al colágeno, por ejemplo cuando el tejido conectivo subendotelial es expuesto al flujo sanguíneo en un vaso dañado;
- vWF se une a las plaquetas a través de GPIb cuando éste forma un complejo con GPIX y GPV; esta unión ocurre en todo momento, pero es más eficiente cuando aumenta la presión sanguínea (por ejemplo, en los vasos estrechos con un rápido flujo sanguíneo)[cita requerida];
- vWF se une a otros receptores de las plaquetas cuando están activados, por ejemplo por la trombina (cuando se ha iniciado la coagulación)[cita requerida].

vWF juega un papel fundamental en la coagulación. La deficiencia de vWF o su disfunción (la enfermedad de von Willebrand) produce tendencia al sangrado, que es más evidente en tejidos con una circulación sanguínea rápida en vasos estrechos. Parece ser que vWF se despliega en esas circunstancias, decelerando el paso de las plaquetas.

## Catabolismo
El catabolismo (degradación biológica) de vWF está mediada sobre todo por la proteína ADAMTS13 (acrónimo de "a disintegrin-like and metalloprotease with thrombospondin type 1 motif no. 13"). Es una metaloproteinasa que corta vWF entre la tirosina en posición 842 y la metionina en posición 843 (nucleótidos 1605–1606 del gen) en el dominio A2. Esto rompe los multímeros en unidades menores, que son degradadas por otras peptidasas.